# 蔣陳錫
蔣陳錫（1653年—1721年），字文孫，號雨亭。江南常熟縣人，清朝官員。官至雲貴總督，被革職。

## 生平
蔣陳錫爲康熙二十四年（1685年）二甲第二名進士。授陝西富平縣知縣，盡力賑災。擢禮部主客司主事，遷員外郎。經河道總督張鵬翮推薦，輔助兩淮河務。康熙四十一年（1702年），授直隸天津道。康熙四十五年（1706年），升河南按察使，打擊盜賊。康熙四十七年（1708年）遷山東布政使，不久升任山東巡撫，政績卓著，多有建言。
康熙五十五年（1716年），擢升雲貴總督。都統武格、將軍噶爾弼率師入西藏，稱從雲南運糧艱難，疏請從四川補給。四川總督年羹堯奏稱，雲南、四川均有兵事，四川軍糧不足以供應。朝廷於是責成蔣陳錫與巡撫甘國璧速運。康熙五十九年（1720年），朝廷降詔譴責雲南籌濟不力，貽誤軍機，蔣陳錫與甘國璧均被奪職，并自費運米入藏。次年，卒於途中。
雍正元年（1723年），山東巡撫黃炳言舉報蔣陳錫在其巡撫任內，貪汙捐穀羨餘銀二百多萬兩，隨後朝廷追查。其弟蔣廷錫澄清陳始末，詔免賠償半數。

## 家族
蔣陳錫之父蔣伊爲康熙十二年（1673年）進士，官至河南提學道副使，卒於任內。蔣陳錫爲長子，其弟蔣廷錫官至大學士。蔣陳錫二子蔣漣、蔣泂也皆中進士。

## 延伸阅读
[在维基数据编辑]
 《清史稿·卷316》
 《清史稿·卷276》，出自趙爾巽《清史稿》